# Renate Drucker
Renate Margarethe Drucker (* 11. Juli 1917 in Leipzig; † 23. Oktober 2009 ebenda) war eine deutsche Archivarin, Professorin für Historische Hilfswissenschaften und Funktionärin der DDR-Blockpartei LDPD.

## Herkunft und Studium
Sie war die Tochter des Rechtsanwalts und Notars Martin Drucker, besuchte zunächst die Schule in Leipzig und erwarb 1936 das Abitur auf der Schule Schloss Salem. Ursprünglich war es ihr Wunsch gewesen, ebenfalls Jura zu studieren und als Rechtsanwältin tätig zu werden. Da sie aber nach den 1935 in Kraft getretenen Nürnberger Rassegesetzen als „jüdischer Mischling II. Grades“ („Vierteljude“) einzustufen und ihr hierdurch eine juristische Laufbahn versperrt war, schrieb sie sich im Oktober 1936 stattdessen für ein geisteswissenschaftliches Studium ein und studierte während der folgenden drei Semester Germanistik, Orientalistik und Anglistik, daneben auch Geschichte. Im April 1938 wurde ihr auch diese Möglichkeit genommen, indem ihr ohne Begründung ein mündliches Studienverbot und ein Hausverbot für die Räumlichkeiten der historischen Institute der Leipziger Universität ausgesprochen wurden.
Während der folgenden vier Jahre war sie arbeitslos, bis sie im April 1941 wieder für ein Jahr immatrikuliert wurde. Ihre wichtigsten Lehrer und Förderer wurden in dieser Zeit der Historiker Hermann Heimpel und der wegen „jüdischer Versippung“ ebenfalls in Misskredit geratene Mittellateiner Walter Stach. Nachdem im Anschluss an die deutsche Eroberung des Elsass als neue Vorzeigeuniversität des NS-Staates mit entsprechend großzügiger finanzieller Ausstattung 1941 die Reichsuniversität Straßburg gegründet wurde und Heimpel und Stach 1941/42 dorthin wechselten, setzte auf Anraten der beiden auch Renate Drucker ihr Studium dort fort. Im November 1944 wurde sie dort mit Hauptfach Mittellatein und einer Arbeit über die althochdeutschen Glossen in der Lex salica suma cum laude promoviert. Die mündliche Prüfung legte sie am 23. November 1944, wenige Stunden vor dem Einmarsch der amerikanischen Truppen, ab, gleich darauf wurde sie mit dem übrigen Lehrkörper der Universität nach Tübingen evakuiert, wo ihr auch die Promotionsurkunde ausgestellt wurde.

## Tätigkeit als Archivarin und in der Lehre
Nach Kriegsende und der Wiedervereinigung mit ihren nach Jena geflohenen Eltern war sie seit der Wiedereröffnung der Leipziger Universität (1946) zunächst als unbezahlte Volontär-Assistentin für historische Hilfswissenschaften am Lehrstuhl von Hellmut Kretzschmar und dann als Lehrbeauftragte für mittellateinische Sprache tätig, daneben engagierte sie sich seit 1945 in der von ihrem Vater mit gegründeten Liberal-Demokratischen Partei Deutschlands (LDPD) und arbeitete im Leipziger Berufsausschuss der Rechtsanwälte und Notare zur Entnazifizierung des Berufsstandes als Sekretärin des Ausschusses mit. 1950 erhielt sie auf Vorschlag von Heinrich Sproemberg die Leitung des Leipziger Universitätsarchivs, nachdem eine Wiedereinstellung ihres von Hans-Georg Gadamer zeitweise favorisierten Amtsvorgängers Richard Walter Franke, der als ehemaliges NSDAP-Mitglied 1945 zunächst abgesetzt und seit 1947 nur ehrenamtlich noch weiterbeschäftigt worden war, sich als politisch nicht durchsetzbar erwiesen hatte.
Obwohl ihr als Frau ohne einschlägige archivfachliche Laufbahn anfangs einige Widerstände begegneten, erwarb sie sich bald große Anerkennung bei der Zusammenführung und verbesserten Erschließung der noch vorhandenen Rektoratsakten und zuvor verstreut untergebrachten oder ausgelagerten sonstigen Archivalien der Universität, außerdem bei der Einarbeitung der seit 1958 von der Sowjetunion wieder repatriierten Leipziger „Beuteakten“. Für den fachlichen Austausch gründete sie eine „Arbeitsgemeinschaft der Archivare wissenschaftlicher Einrichtungen“ in der DDR. Im Rahmen ihrer Tätigkeit als Archivarin hat sie auch eigene Forschungsarbeiten zur Geschichte der Leipziger Universität publiziert.
Neben ihrer Tätigkeit als Leiterin des Archivs engagierte sie sich in besonderem Maße in der beratenden und lehrenden Vermittlung der historischen Hilfswissenschaften (insbesondere Paläografie, Diplomatik, historische Chronologie), seit 1968 mit förmlicher Anstellung als Hochschuldozentin für Historische Hilfswissenschaften an der Sektion Geschichte und überhaupt einzige Leipziger Lehrkraft auf diesem Gebiet, und erwarb sich hierbei erhebliche Verdienste, für die sie 1970 zur außerordentlichen Professorin ernannt wurde. 1977 wurde sie pensioniert, in der Lehre blieb sie bis in die 1990er-Jahre aktiv.

## Gesellschaftspolitisches Engagement
Neben den universitären Tätigkeiten war sie auch gesellschaftspolitisch engagiert: Von 1957 bis 1989 gehörte sie dem Zentralvorstand und dem Bezirksvorstand Leipzig der LDPD an. Von 1972 bis 1989 war sie Mitglied im Präsidialrat des Kulturbundes der DDR, von 1992 bis 2003 Vorstandsvorsitzende der von ihr mitbegründeten und nach dem deutschen Rabbiner Ephraim Carlebach benannten Ephraim Carlebach Stiftung Leipzig.

## Ehrungen
Drucker erhielt im Laufe ihrer Karriere eine Reihe von Orden und staatlichen Auszeichnungen der DDR, darunter 1960 die Verdienstmedaille der DDR, mehrmals den Vaterländischen Verdienstorden (1962 in Bronze, 1977 in Silber) sowie 1982 die Deutsche Friedensmedaille. Ihre Partei ehrte sie 1959 mit der Ehrenurkunde der LDPD und 1960 Wilhelm-Külz-Ehrennadel.
Am 27. Oktober 1997 wurde ihr der Sächsische Verdienstorden verliehen. Ebenfalls 1997 ehrte sie der Akademische Senat in „Anerkennung ihres besonderen Einsatzes für die Freiheit des Gedankens an der Universität Leipzig“ mit der bei dieser Gelegenheit erstmals verliehenen Würde einer Ehrenbürgerin der Universität Leipzig.

## Veröffentlichungen
- Redaktion: Karl-Marx-Universität Leipzig. VEB Deutscher Verlag der Wissenschaften, Leipzig 1974.